# Georg Spackeler
Georg Spackeler (* 1. Februar 1883 in Hannover; † 6. Juni 1960 in Paris) war ein deutscher Montanwissenschaftler. 

## Leben

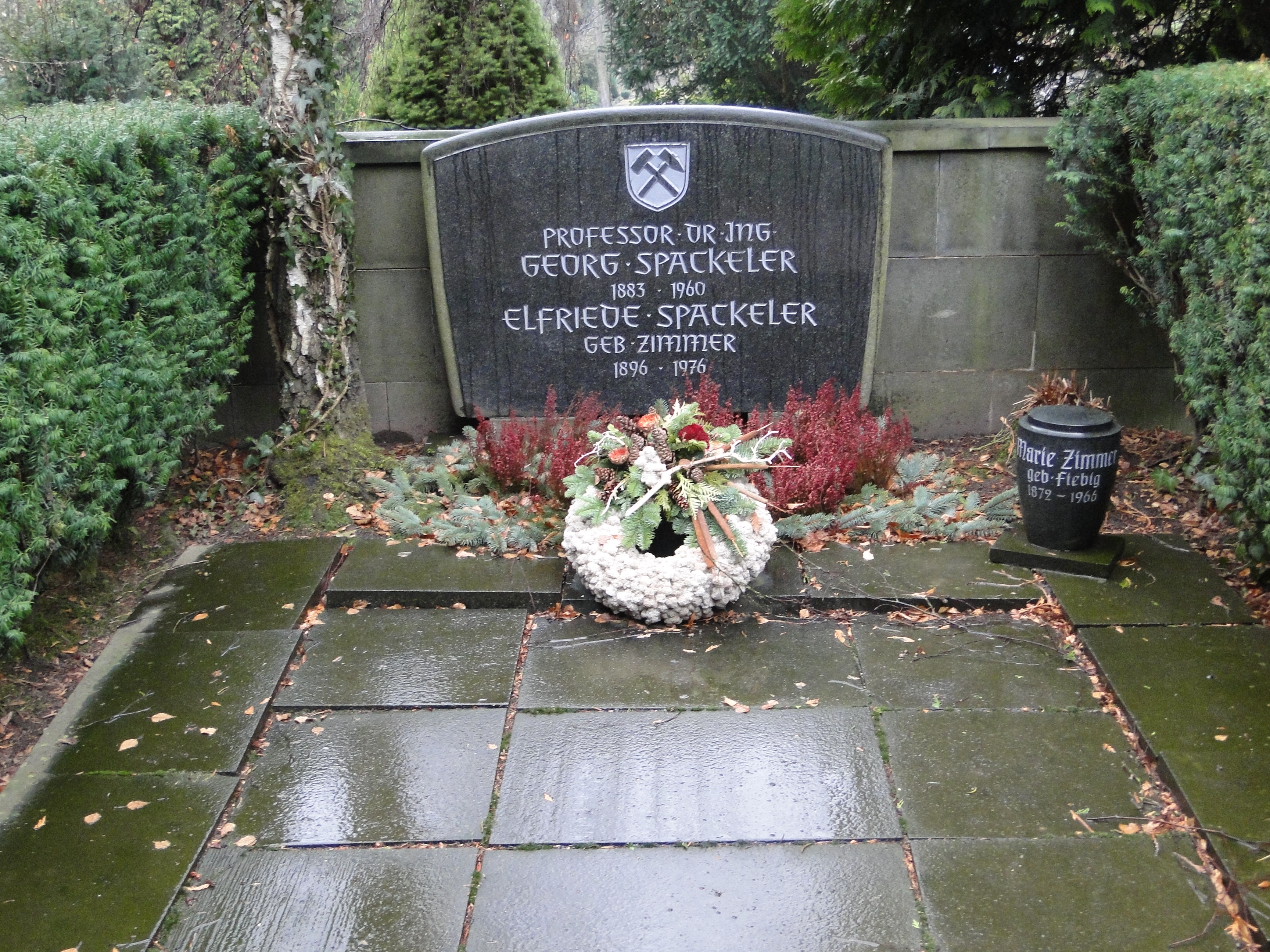
Georg Spackelers Grab in Freiberg

Spackeler war zunächst ab 1911 Bergassessor und wurde im Folgejahr Bergwerksdirektor. Ab 1917 arbeitete er als bergmännischer Referent im Kriegsamt Berlin und promovierte sich 1918 in Berlin mit der Arbeit Wirkung und Ausführung der Unterseile. Er wurde 1919 zum Professor für Bergbaukunde an die Bergakademie Clausthal berufen. Hier bekleidete Spackeler 1923 bis 1924 den Posten des Rektors. Ab 1925 lehrte und forschte er als Professor für Bergbau und Bergwirtschaftslehre an der Technischen Hochschule Breslau. Von 1945 bis zu seinem Tod 1960 wirkte er als Professor für Bergbaukunde an der Bergakademie Freiberg. Im Jahr 1950 wurde er ordentliches Mitglied der Sächsischen Akademie der Wissenschaften zu Leipzig und 1953 ordentliches Mitglied der Deutschen Akademie der Wissenschaften zu Berlin. Spackeler verstarb 1960 in Paris und wurde auf dem Donatsfriedhof in Freiberg beigesetzt.

## Publikationen (Auswahl)
- 1918: Wirkung und Ausführung der Unterseile
- 1922: Wegweiser für das Studium des Bergfaches an den deutschen Hochschulen
- 1925: Kalibergbaukunde
- 1945: Organisation der Arbeit auf den deutschen Erzgruben
- 1951: Der Gebirgsdruck und seine Beherrschung durch den Bergmann
- 1958: Über die Möglichkeit einer Lieferung von Magnesiumsulfat als Düngemittel seitens des Kalibergbaus der Deutschen Demokratischen Republik

## Ehrungen
In Lutherstadt Eisleben wurde eine Straße nach ihm benannt.